# Pirâmide triangular alongada
Em geometria, a pirâmide triangular alongada é um dos Sólidos de Johnson (J7). Como o nome sugere, pode ser construído alongando-se um tetraedro ao juntar um prisma triangular a sua base. Como qualquer pirâmide alongada, o sólido resultante é topologicamente, mas não geometricamente, autodual.